# پلی‌وینیل استات
پلی‌وینیل استات (به انگلیسی: Polyvinyl acetate) یک ترکیب شیمیایی با شناسه پاب‌کم ۷۷۵۸ است؛ که جرم مولی آن ۸۶٫۰۹ g/mol می‌باشد.
پلی‌وینیل استات (PVA, PVAc, پلی (اتن‌ایل اتنات))، که به‌طور رایج با نام‌های چسب چوب (که ممکن است به انواع دیگر چسب‌ها نیز اشاره داشته باشد)، چسب PVA, چسب سفید, چسب نجاری, چسب مدرسه، یا چسب المر در ایالات متحده شناخته شود، یک چسب پرکاربرد برای مواد متخلخل مانند چوب، کاغذ و پارچه است. این ترکیب آلیفاتیک مصنوعی پلیمر سنتزی با فرمول (C4H6O2)n است و به خانواده پلی‌وینیل استرها تعلق دارد، با فرمول کلی −[RCOOCHCH2]−. این ماده نوعی گرمانرم است.

## ویژگی‌ها
درجه بسپارش (پلیمریزاسیون) پلی‌وینیل استات معمولاً بین ۱۰۰ تا ۵۰۰۰ است و استرهای آن نسبت به آبکافت حساس هستند و به‌تدریج PVAc را به پلی‌وینیل الکل و اسید استیک تبدیل می‌کنند.
دمای انتقال شیشه‌ای پلی‌وینیل استات بسته به وزن مولکولی آن بین ۳۰ تا ۴۵ درجه سانتی‌گراد است.
در پراکندگی‌های PVAc مانند چسب المر، پلی‌وینیل الکل به عنوان کلوئید محافظ عمل می‌کند. در شرایط قلیایی، ترکیبات بور مانند اسید بوریک یا بوره باعث اتصال عرضی پلی‌وینیل الکل می‌شوند و رسوبات چسبناک یا اسباب‌بازی‌هایی مانند اسلایم و فلابر را تشکیل می‌دهند.
چندین میکروارگانیسم می‌توانند پلی‌وینیل استات را تخریب کنند. به‌طور معمول، بیشترین آسیب توسط قارچ‌های رشته‌ای ایجاد می‌شود، اما جلبک، مخمرها، گلسنگ‌ها و باکتری‌ها نیز می‌توانند پلی‌وینیل استات را تخریب کنند.

## کشف
پلی‌وینیل استات در آلمان در سال ۱۹۱۲ توسط فریتس کلاته کشف شد.
مونومر وینیل استات ابتدا به صورت صنعتی از افزودن اسید استیک به استیلن با استفاده از یک نمک جیوه(I) تولید شد، اما امروزه عمدتاً از طریق افزودن اکسایشی اسید استیک به اتیلن با کاتالیز پالادیم تولید می‌شود.

## تهیه
PVA یک پلیمر وینیل است. پلی‌وینیل استات از پلیمریزاسیون وینیل استات از طریق پلیمریزاسیون رادیکال آزاد مونومر وینیل استات تهیه می‌شود.

## آزمایش‌ها
با توجه به اینکه این ماده همان چسب چوب است. می‌توان با آن پلی وینیل الکل ساخت. نحوه ساخت آن بدین شکل است که مقداری اتانول را در چسب چوب می‌ریزیم و هم می‌زنیم تا حالت پلیمری به خود بگیرد سپس با سدیم هیدروکسید ترکیب کرده (آب‌کافت) تا ماده به حالت جامد درآید. نکته ای که در این آزمایش است این است که مقدار اتانول باید کمتر از چسب چوب باشد.

## کاربردها
به عنوان یک مورد از پراکندگی در آب (معمولاً به صورت امولسیون)، ترکیبات PVAc به‌عنوان چسب برای مواد تخلخلی، به‌ویژه چوب، کاغذ و پارچه، و همچنین به‌عنوان ماده تثبیت‌کننده برای سنگ‌های ساختمانی متخلخل، به‌ویژه ماسه‌سنگ استفاده می‌شوند. PVAc به‌عنوان ماده‌ای ایمن برای مواد غذایی در نظر گرفته می‌شود و از این رو در کاربردهایی مانند بسته‌بندی مواد غذایی استفاده می‌شود.
کاربردها:
- به‌عنوان چسب چوب، PVAc با نام «چسب سفید» و نوع زرد آن با نام «چسب نجاری» شناخته می‌شود.
- به‌عنوان چسب کاغذ در فرایند بسته‌بندی کاغذ.
- در صحافی و هنرهای کتاب، به دلیل پیوند قوی و انعطاف‌پذیر و غیراسیدی بودن (برخلاف بسیاری از پلیمرهای دیگر). استفاده از PVAc در دست‌نوشته ارشمیدس در قرن بیستم، فرایند جداسازی صفحات و حفظ و تصویرسازی آن‌ها در اوایل قرن بیست و یکم را بسیار دشوار کرد، زیرا چسب قوی‌تر از پوست نوشته بود.[۷]
- در صنایع دستی.
- به‌عنوان چسب پاکت نامه.
- به‌عنوان چسب کاغذ دیواری.
- به‌عنوان آستر برای دیوار خشک و دیگر زیرلایه‌ها.
- به‌عنوان پایه آدامس در آدامس.[۸]
- به‌عنوان ماده نگهدارنده محلول در آب برای چاپ سه‌بعدی، معمولاً در روش ساخت فیلامان ذوبی.[۹]
- به‌عنوان چسب برای کاغذ سیگار.[۱۰]
- به‌عنوان پوشش لایه‌ای روی پنیر گودا.[۱۱]

پلیمر سخت PVAc، و به‌ویژه نوع نرم‌تر آن، یعنی بسپار ناهمگنی که ترکیبی از وینیل استات و اتیلن است (اتیلن-وینیل استات، VAE)، در موارد زیر نیز کاربرد دارد:
- پوشش‌های کاغذ.
- رنگ نقاشی و دیگر پوشش‌های صنعتی.
- به‌عنوان اتصال‌دهنده در منسوجات بی‌بافت.
- در الیاف شیشه.
- نوار بهداشتی.
- کاغذ صافی.
- تکمیل کالای نساجی.

پلی‌وینیل استات همچنین ماده اولیه برای ساخت پلیمرهای دیگر مانند موارد زیر است:
- پلی‌وینیل الکل −[HOCHCH2]−: پلی‌وینیل استات به‌صورت جزئی یا کامل آبکافت می‌شود تا پلی‌وینیل الکل به دست آید. این واکنش برگشت‌پذیر صابونی شدن و استریفیکاسیون، سرنخ مهمی برای هرمان اشتاودینگر در فرمول‌بندی نظریه درشت‌مولکول او بود.[۱۲]
- پلی‌وینیل استات فتالات (PVAP): پلی‌وینیل استات به‌طور جزئی آبکافت شده و سپس با فتالیک اسید استری می‌شود.